# Hème oxygénase 1
L'hème oxygénase 1 est l'une des trois isoformes de l'hème oxygénase. Son gène est le HMOX1 situé sur le chromosome 22 humain.

## Rôles
Elle permet le catabolisme de l'hème en biliverdine, monoxyde de carbone et ion fer.
Elle a un effet protecteur sur divers organes contre différents types de stress : foie, rein, cœur, rétine ou cerveau. Il inhibe l'activité pro-inflammatoire des monocytes, jouant ainsi sur la fonction endothéliale des patients hypertendus.
un déficit congénital en hème oxygénase 1 provoque un syndrome comportant une hémolyse, une absence de rate, une insuffisance rénale. Il peut être responsable d'une fausse-couche. 